# Reacció de Cannizzaro
La reacció de Cannizzaro, anomenada així pel seu descobridor Stanislao Cannizzaro, és una reacció orgànica que consisteix en una dismutació en medi alcalí d'un aldehid que manca d'un hidrogen en posició α (no aldolitzable). Cannizzaro va dur a terme aquesta reacció per primera vegada l'any 1853, quan va obtenir alcohol benzílic i àcid benzoic a partir del tractament del benzaldehid amb carbonat de potassi: 2C₆H₅CHO → C₆H₅CH₂OH+C₆H₅COOH.
El producte d'oxidació és un àcid carboxílic, i el de reducció un alcohol. En aldehids amb un hidrogen alfa sobre el carbonil, RCHR'CHO, la reacció preferida és la condensació aldòlica, originada per la desprotonació.

## Mecanisme de la reacció
El primer pas és l'addició nucleòfila de la base al carboni carbonílic de l'aldehid. L'alcòxid resultant és desprotonat donant un dianió, conegut com a intermedi de Cannizzaro. La formació d'aquest intermedi requereix un ambient fortament bàsic. Es tracta d'una reacció d'oxidació-reducció. Com a resultat de la reducció es formen alcohols, i com a resultat de l'oxidació es formen sals d'àcid carboxílic.
Ambdós intermedis poden encara reaccionar amb l'aldehid per transferir un hidrur, H−. El caràcter hidrídic de C-H és millorat per caràcter donador d'electrons de l'anió oxigen alfa. Aquesta transferència d'hidrur genera simultàniament un ió alcòxid (RCH₂O-) i un àcid carboxílic, que és ràpidament desprotonat donant lloc al carboxilat corresponent. Més proves sobre el caràcter hidrídic de l'intermedi de Cannizzaro ens les donen la formació de H₂ en la seva reacció amb aigua.
Només els aldehids que no poden formar un ió enolat experimenten la reacció de Cannizzaro. L'aldehid no pot contenir un protó enolitzable. En les condicions bàsiques que faciliten la reacció, els aldehids enolitzables patirien una condensació aldòlica. Alguns dels aldehids que experimenten la reacció de Cannizzaro són el formaldehid i aldehids aromàtics com el benzaldehid.

## Variacions
Un cas particular és la reacció de Cannizzaro encreuada. Aquesta variant és més comuna avui en dia perquè la reacció original produeix una barreja d'alcohol i àcid carboxílic. Per exemple qualsevol aldehid sense hidrogens alfa pot ser reduït en presència de formaldehid. Aquest, s'oxida a àcid fòrmic i l'alcohol corresponent és rendit, encara que l'eficiència atòmica és baixa.